# Culebra (Portoryko)
Culebra – miasto-wyspa w Portoryko; siedziba gminy Culebra. Według danych szacunkowych na rok 2010 liczy 2187 mieszkańców. Zostało założone w 1880. W mieście znajduje się port lotniczy Benjamin Rivera Noriega.